# Prezi
Prezi是一种基于HTML5和Adobe Flash的網路演示文稿软體，由Adam Somlai-Fischer, Peter Halacsy和 Peter Arvai于2009年创建的同名匈牙利公司开发，名称是演示的匈牙利文缩写，可用于会议、商务、教学等方面。
随着世界转向在线会议，Prezi 重新调整了公司的使命，通过 Prezi Video 将同样引人入胜的体验带入數位工作空间。 现在，任何人都可以创建和共享高度个性化、具有专业外观的视訊演示檔案，当他们向任何地方的远程观众演示时，将他们的內容显示在螢幕上。 与 Zoom、Microsoft Teams、Google Meet 和 Cisco Webex 等视訊會議工具的集成使 Prezi 成为现代虚拟工作场所不可或缺的一部分。
截至2018年4月，Prezi拥有超过1亿用户，已创建超过3.25亿次公开演示，观看量超过35亿次。

## 平台兼容性
Prezi Next是在JavaScript上运行的HTML5应用程序，与大多数现代系统兼容。Prezi Next不支持Internet Explorer。